# Arne Bugge
Arne Bugge, född 1887, död 1968, var en norsk bergsman. Han var bror till Carl Bugge.
Bugge var verksam vid gruvdrift i Kongsberg, Verdalen och Bamle gruvor 1912–1921. Han blev statsgeolog vid Norges geologiske undersøkelse 1921 och filosofie doktor 1928. Bugge ägnade sina undersökningar åt det sydnorska urbergsområdet.